# Philippe Gaumont
Philippe Gaumont (Amiens, 22 de febrer de 1973 – Arràs, 17 de maig de 2013) va ser un ciclista francès que fou professional entre 1994 i 2004.
Com a ciclista amateur va prendre part en els Jocs Olímpics de Barcelona de 1992, en què guanyà una medalla de bronze en la prova de contrarellotge per equips, junt a Jean-Louis Harel, Hervé Boussard i Didier Faivre-Pierret.
El 1994 passà a professional. En el seu palmarès destaca la Gant-Wevelgem de 1997, els Quatre dies de Dunkerque de 1996 i el Tour de l'Oise de 1996.
Durant la seva carrera tingué nombrosos problemes amb el dopatge, sent controlat positiu en nombroses ocasions: 1996, 1998, 1999 i veient-se implicat en l'afer Cofidis el 2004. De resultes d'aquest darrer positiu deixà el ciclisme professional i el 2005 publicà el llibre "Prisonnier du dopage" (Presoner del dopatge) on explicava la seva experiència amb el dopatge i on afirmava que el 95% dels ciclistes es dopaven.
En deixar el ciclisme muntà un bar a la seva Amiens natal i passà a col·laborar amb la justícia per tal d'erradicar el dopatge. El 24 d'abril de 2013 fou ingressat a l'hospital en patir un atac de cor, del qual no es recuperà i acabà morint el 17 de maig següent.

## Palmarès
- 1992
  -  Medalla de bronze als Jocs Olímpics de Barcelona en contrarellotge per equips
  - 1r al Tour de la Somme
- 1994
  - 1r al Tour de Poitou-Charentes i vencedor d'una etapa
- 1996
  - 1r als Quatre dies de Dunkerque
  - 1r al Tour de l'Oise
  - 1r a La Cota Picarda
  - 1r al Tour de Vendée
- 1997
  - 1r a la Gant-Wevelgem
  - Vencedor d'una etapa dels Quatre dies de Dunkerque
- 1998
  - Vencedor d'una etapa del Gran Premi del Midi Libre
- 2000
  -  Campió de França de persecució
  -  Campió de França de persecució per equips
  -  Medalla de bronze de persecució per equips al Campionat del món
- 2002
  -  Campió de França de persecució

### Resultats al Tour de França
- 1997. 139è de la classificació general
- 1998. Abandona (10a etapa)
- 2003. 124è de la classificació general

### Resultats al Giro d'Itàlia
- 1995. Abandona (15a etapa)

### Resultats a la Volta a Espanya
- 1997. Abandona (7a etapa)
- 1998. Abandona (6a etapa)